# Gagea bornmuelleriana
Gagea bornmuelleriana är en liljeväxtart som beskrevs av Adolf Adolph A. Pascher. Gagea bornmuelleriana ingår i Vårlökssläktet och i familjen liljeväxter. Inga underarter finns listade.